# 梅津順一
梅津 順一（うめつ じゅんいち、1947年4月1日 - ）は、日本の経済学者。第14代青山学院院長。博士（経済学）（東京大学）。青山学院大学総合文化政策学部教授。山形県上山市生まれ。

## 経歴
- 山形県立山形東高等学校卒業
- 1970年3月 国際基督教大学教養学部社会科学科卒業
- 1973年6月 東京大学大学院経済学研究科修士課程を修了（この間、国際交流基金留学生として英国エセックス大学留学）｡
- 1978年3月 東京大学大学院経済学研究科博士課程　単位取得満期退学
- 1984年4月 放送大学教養学部　助教授
- 1988年4月 青山学院女子短期大学教養学科　助教授
- 1989年11月 経済学博士　取得（東京大学）
- 1993年4月 青山学院女子短期大学教養学科　教授
- 1998年4月 聖学院大学政治経済学部政治経済学科　教授
- 2008年4月 青山学院大学総合文化政策学部　教授
- 2014年7月1日〜2018年6月30日 第14代青山学院院長

## 所属学会
- 社会経済史学会
- 経済学史学会
- アメリカ学会
- 日本ピューリタニズム学会

## 主な著作
- 「ハチスンの道徳哲学体系とスミス」『古典派経済学研究一』（早坂忠編）    1984/10
- 『近代経済人の宗教的根源』  （単独）  1989/10
- 「第一章から第七章」『欧米経済史（三改訂版）』    1991/03
- 「明治日本と市民的徳性」『近代世界の変容』（田中豊治他編）    1991/09
- 「スミスの歴史理論における個体認識」『市場と地域』（秋元英一他編）    1993/11
- 「市場経済の倫理的基礎を求めて」『自由経済と倫理』（加藤寛孝編）    1995
- 『昭和史からのメッセージ』  （単独）  1995/12
- 「近代資本主義と宗教意識」『近代西欧の宗教と経済』（諸田實他編）    1996/07
- 「中産層文化とどうとらえるか」「フランクリン・デフォー・マザー」『中産層文化と近代』（関口尚志他編）    1999/02
- 「教会・大学・経済学」『教会』    2000/05
- 『文明日本と市民的主体』  （単独）  2001/03
- 『ピューリタン牧師バクスター』  （単独）  2005/01
- 「ピューリタン決疑論と契約神学」『歴史と神学　上』（古屋安雄他編）    2005/11
- 『ヴェーバーとピューリタニズムー神と富との間』  （単独）  2010/09